# OPS-28
OPS-28は、日本無線社が開発したパルス・ドップラー・レーダー。主として海上自衛隊の艦艇において、低空警戒/対水上捜索レーダーとして搭載される。昭和50年度計画で建造された護衛艦「しらね」より搭載を開始したが、その後も継続的に改良を受けており、IFFアンテナの取り付け方式などに応じて複数の型式がある。

## 概要
本レーダーは、単なる対水上捜索用にとどまらず、対艦ミサイル防御（ASMD）も意識して、低空を飛行する対艦ミサイル（シースキマー）などの探知にも使用できるものとして開発されており、アメリカ海軍のTAS Mk.23と同様のものとされている。シースキマーに対する正面からの探知距離は、従来の対水上レーダーではおおむね電波の見通し線 (LOS) 程度であったのに対し、ほぼ倍増している。
動作周波数はCバンド、送受信機においては周波数アジリティやFMパルス圧縮、移動目標表示 (MTI) といった各種機能を備えていた。OPS-28Bでは、パルス圧縮用の素子として表面弾性波を利用した分散形遅延線を採用したことで、目標の誤検出率低下や信号処理利得の向上などの成果が得られた。58DD「あさぎり」で装備化されたOPS-28Cではシステム感度を10デシベル上げて、探知性能を向上させている。
送信機における出力管としては、ヒューズ社製の水冷式進行波管 (TWT) をアメリカ合衆国から輸入して使用していたが、高価な上に交換に時間がかかったことから、後には通常航海用および予備として、マグネトロンを使用した送信機と切り替えて使用できるようになった。また、後に新日本無線がTWTの国産化・長寿命化に成功したほか、63DDG「こんごう」で装備化されたOPS-28Dからは空冷化により維持管理の手間も軽減された。また11DD「まきなみ」で装備化されたOPS-28Eでは、パルス圧縮処理のデジタル化、海面処理・降雨反射の影響を低減する信号処理などが導入されている。
導波管スロットアレイを採用したアンテナは動揺修正装置上に設置されており、ロール角15度、ピッチ角7度まで対応できる。「いしかり」（52DE）およびゆうばり型護衛艦（54DE）で搭載されたOPS-28-1では、ビームパターンを変更することで、より本格的な対空警戒能力も付与されている。また同型のみ、敵味方識別装置（IFF）のアンテナが本体アンテナに組み込まれていない。なお上記のOPS-28Eでは、アンテナのレーダー反射断面積（RCS）を低減するように形状が変更されている。

## 搭載艦艇
- ヘリコプター搭載護衛艦（DDH）
  - しらね型護衛艦（50/51DDH）

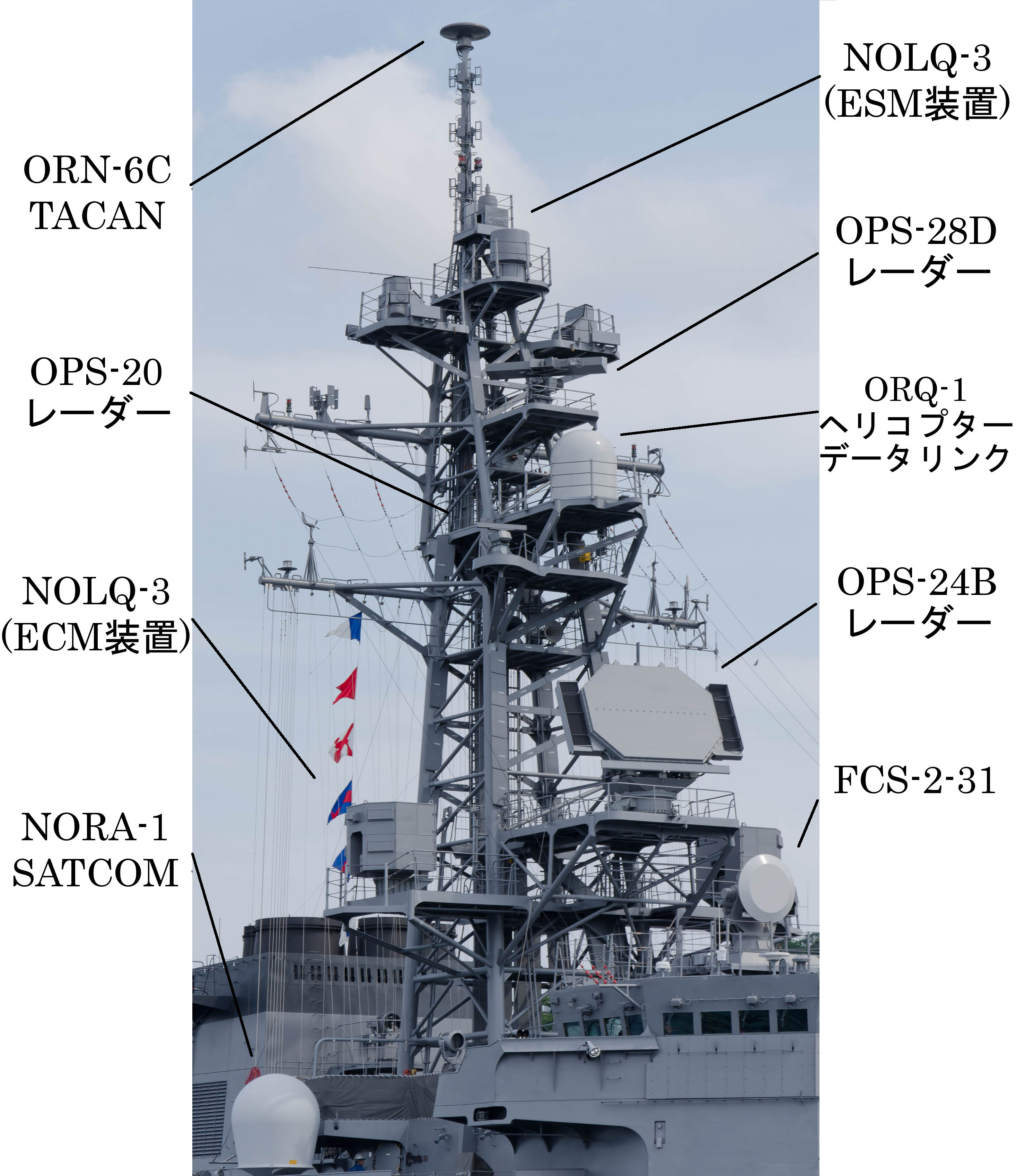
「ありあけ」での装備要領

  - はるな型護衛艦（58/59FRAM） ※FRAM改修時に装備
  - いずも型護衛艦（22/24DDH）
- ミサイル搭載護衛艦（DDG）
  - こんごう型護衛艦（63/02/03/05DDG）
  - あたご型護衛艦（14/15DDG）※BMD改修時に撤去
- 汎用護衛艦（DD）
  - はつゆき型護衛艦（52-57DD）
  - あさぎり型護衛艦（58-61DD）
  - むらさめ型護衛艦（03-09DD）
  - たかなみ型護衛艦（10-13DD）
- 護衛艦（DE）
  - 「いしかり」（52DE）
  - ゆうばり型護衛艦（54/55DE）
  - あぶくま型護衛艦（61-01DE）
- 輸送艦
  - おおすみ型輸送艦（05/10/11LST）
- 補給艦
  - とわだ型補給艦（62AOE）
  - ましゅう型補給艦（12/13AOE）